# オータム・ネイションズシリーズ
オータム・ネイションズシリーズ（英語: Autumn Nations Series）は、11月を中心に、シックスネーションズ6か国（イングランド、アイルランド、スコットランド、ウェールズ、フランス、イタリア）へ、各国チームがヨーロッパ遠征で訪れて対戦する。主催はシックス・ネーションズ・ラグビー。前述6か国との対戦ではない国際試合を含める場合は、オータム・インターナショナル（Autumn Internationals）とも呼ぶ。

## 概要
2021年：2020年に開催されたオータム・ネイションズカップを発展させ、翌2021年に10月末から11月まで強豪国（ティア1）に挑む国々によるテストマッチを、ヨーロッパで集中開催した。全20試合。
2022年：21試合を開催した。
2023年：ワールドカップ2023開催のため、オータム・ネーションズシリーズを開催せず。
2024年：21試合を開催。「2024年末のラグビーユニオン国際試合」を参照のこと。
2024年：22試合を開催。「2025年末のラグビーユニオン国際試合」を参照のこと。

## 日本での放送
2021年：WOWOWで全20試合を放送・ライブ配信。日本代表2試合（アイルランド戦、スコットランド戦）は生中継。
2022年：WOWOWで全21試合を放送・ライブ配信。日本代表2試合（イングランド戦、フランス戦）は、WOWOWのほか、地上波でも生中継した（イングランド戦はNHK総合、フランス戦は日本テレビ系列）。
2024年：WOWOWで全21試合のうち、10試合を生中継で放送。全21試合をライブ配信およびオンデマンド配信（「2024年末のラグビーユニオン国際試合#放送・配信」を参照）。日本代表3試合のうち2試合（フランス戦、イングランド戦）はWOWOWでの生中継放送があるが、ウルグアイ戦はオータム・ネーションズ・シリーズではないため、WOWOWは生配信を行い、J SPORTSが録画放送と時間遅れで配信を行う。（詳細は「2024年末のラグビーユニオン国際試合#放送・配信」を参照）

## 外部サイト
- 公式HP
- ラグビー テストマッチ 2021 - WOWOW
- オータム・ネイションズシリーズ (@autumnnations) - X（旧Twitter）
- オータム・ネイションズシリーズ (@nationsseries) - Instagram